# Prix Joseph-Kessel
Le prix Joseph-Kessel est un prix littéraire qui récompense l'auteur d'une œuvre de langue française (voyage, biographie, récit de voyage, récit documentaire ou essai), dans la veine de Joseph Kessel. 

## Historique
Dans le cadre de son action culturelle et des grands prix qu'elle décerne chaque année, la Société civile des auteurs multimédia a créé en 1991, le grand prix du livre SCAM, d'un montant de 5 000 euros. Depuis 1997, ce prix est intitulé Joseph-Kessel en hommage à l'écrivain, reporter et explorateur. Il consacre l'auteur d'un ouvrage de langue française de haute qualité littéraire : voyage, biographie, récit ou essai.
La SCAM, société de gestion collective des droits, représente les auteurs d'œuvres écrites, audiovisuelles et radiophoniques à caractère documentaire.
Le jury est modifié régulièrement et compte ou a compté parmi ses membres Tahar Ben Jelloun, Jean-Marie Drot, Michèle Kahn (fondatrice du prix et présidente du jury jusqu'en 2002), Pierre Haski, Gilles Lapouge, Michel Le Bris, Erik Orsenna, Patrick Rambaud, Jean-Christophe Rufin, André Velter et Olivier Weber (président du jury).

## Liste des lauréats du prix Joseph-Kessel
| Année |  | Auteur                            | Ouvrage                                                    | Éditeur (xe fois) |
| ----- |  | --------------------------------- | ---------------------------------------------------------- | ----------------- |
| 1991  |  | Michel Deguy                      | Au sujet de Shoah, le film de Claude Lanzmann              | Belin             |
| 1992  |  | Serge Daney                       | Devant la recrudescence des vols de sacs à main            | Arléa             |
| 1993  |  | Régis Debray                      | Vie et Mort de l'image. Une histoire du regard en occident | Gallimard         |
| 1994  |  | Daniel Schneidermann              | Arrêts sur images                                          | Fayard            |
| 1995  |  | Yves Courrière                    | Pierre Lazareff ou le Vagabond                             | Gallimard (2)     |
| 1996  |  | Jean-Claude Guillebaud            | Écoutez voir !                                             | Arléa (2)         |
| 1997  |  | Jean-Paul Kauffmann               | La Chambre noire de Longwood                               | La Table ronde    |
| 1998  |  | Olivier Weber                     | Lucien Bodard, un aventurier dans le siècle                | Plon              |
| 1999  |  | Christian Millau                  | Au galop des hussards                                      | Fallois           |
| 2000  |  | Geneviève Moll                    | Yvonne de Gaulle                                           | Ramsay            |
| 2001  |  | Bernard Ollivier                  | Longue Marche                                              | Phébus            |
| 2002  |  | Gilles Lapouge                    | La Mission des frontières                                  | Albin Michel      |
| 2003  |  | Alain Borer                       | Koba                                                       | Seuil             |
| 2004  |  | Jean Hatzfeld                     | Une saison de machettes                                    | Seuil (2)         |
| 2005  |  | Anne Vallaeys                     | Médecins sans frontières, la biographie                    | Fayard (2)        |
| 2006  |  | Pierre Haski                      | Le Sang de la Chine                                        | Grasset           |
| 2007  |  | Pierre Kalfon                     | Pampa                                                      | Seuil (3)         |
| 2008  |  | Sorj Chalandon                    | Mon traître                                                | Grasset (2)       |
| 2009  |  | Erik Orsenna                      | L'Avenir de l'eau                                          | Fayard (3)        |
| 2010  |  | Florence Aubenas                  | Le Quai de Ouistreham                                      | L'Olivier         |
| 2011  |  | Eugène Nicole                     | Œuvre des mers                                             | L'Olivier (2)     |
| 2012  |  | Rithy Panh et Christophe Bataille | L'Élimination                                              | Grasset (3)       |
| 2013  |  | Lionel Duroy                      | L'Hiver des hommes                                         | Julliard          |
| 2014  |  | Thomas B. Reverdy                 | Les Évaporés                                               | Flammarion        |
| 2015  |  | Éric Vuillard                     | Tristesse de la terre                                      | Actes Sud         |
| 2016  |  | Catherine Poulain                 | Le Grand Marin                                             | L'Olivier (3)     |
| 2017  |  | Jean-Pierre Perrin                | Le Djihad contre le rêve d'Alexandre                       | Seuil (4)         |
| 2018  |  | Marc Dugain                       | Ils vont tuer Robert Kennedy                               | Gallimard (3)     |
| 2019  |  | Cécile Hennion                    | Le Fil de nos vies brisées                                 | Anne Carrière     |
| 2020  |  | Nastassja Martin                  | Croire aux fauves                                          | Verticales        |
| 2021  |  | Jean Rolin                        | Le Pont de Bezons                                          | P.O.L             |
| 2022  |  | Patrick Deville                   | Fenua                                                      | Seuil (5)         |
| 2023  |  | Sibylle Grimbert                  | Le Dernier des siens                                       | Anne Carrière (2) |
| 2024  |  | Velibor Čolić                     | Guerre et Pluie                                            | Gallimard (4)     |